# Балка Чабанка
Балка Чабанка — балка (річка) в Україні в Устинівському районі Кіровоградської області. Права притока річки Березівки (басейн Південного Бугу).

## Опис
Довжина балки приблизно 5,96 км, найкоротша відстань між витоком і гирлом — 5,22  км, коефіцієнт звивистості річки — 1,14 . Формується декількома струмками та загатами.

## Розташування
Бере початок у селі Новоігорівка. Тече переважно на південний схід через село Третє і впадає у річку Березівку, ліву притоку річки Інгулу.

## Цікаві факти
- У XX столітті на балці існували птице-тваринна ферма (ПТФ), скотний двір, газгольдер та декілька газових свердловин[2].